# Spiesen-Elversberg
Spiesen-Elversberg est une commune de Sarre (Allemagne), située dans l'arrondissement de Neunkirchen.

## Toponymie
En sarrois : Spise-Emmerschbärsch et Spise-Älmmerschbärsch.

## Lieux et monuments

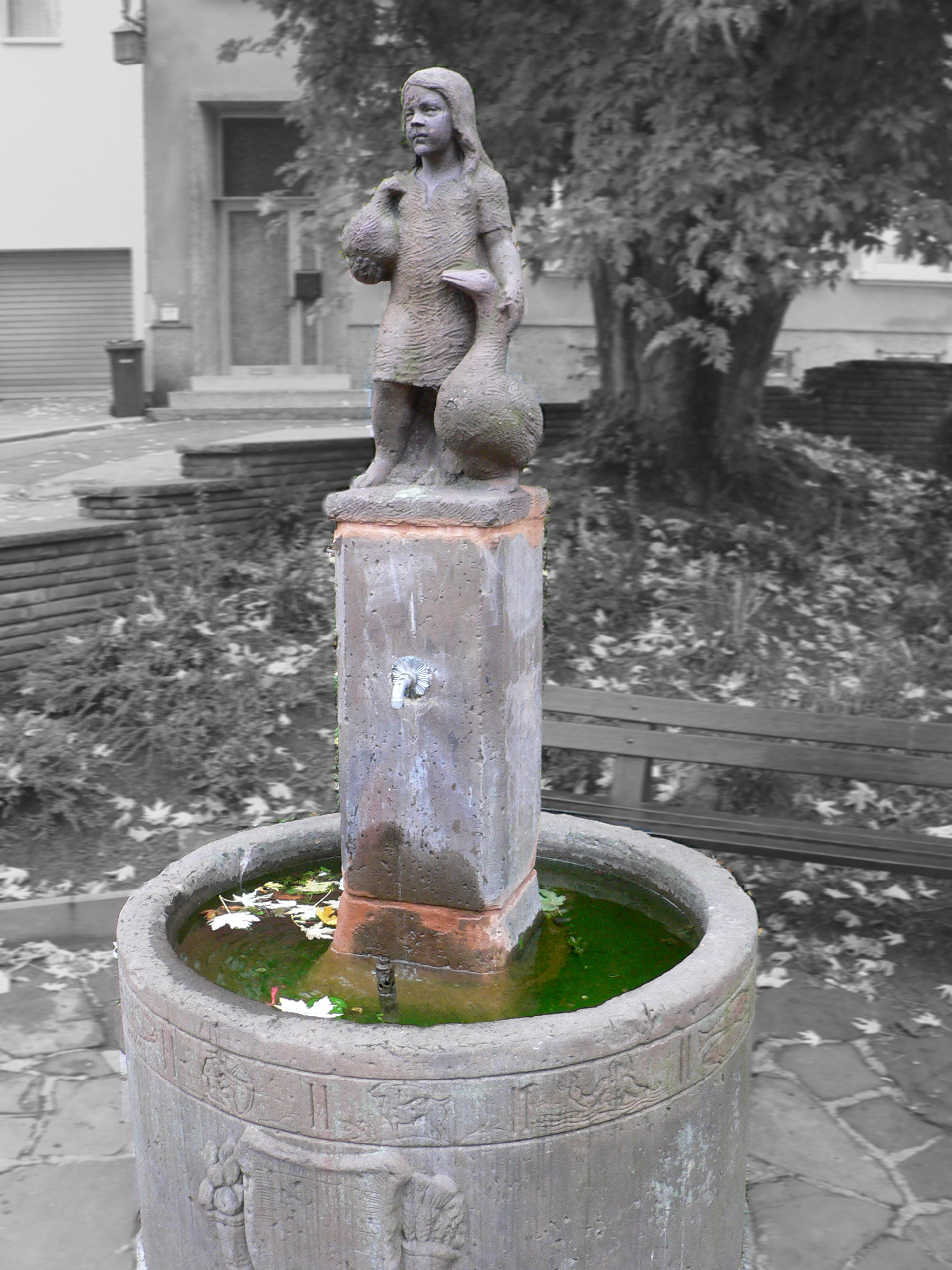
La fontaine de la Gänseliesel de Spiesen.
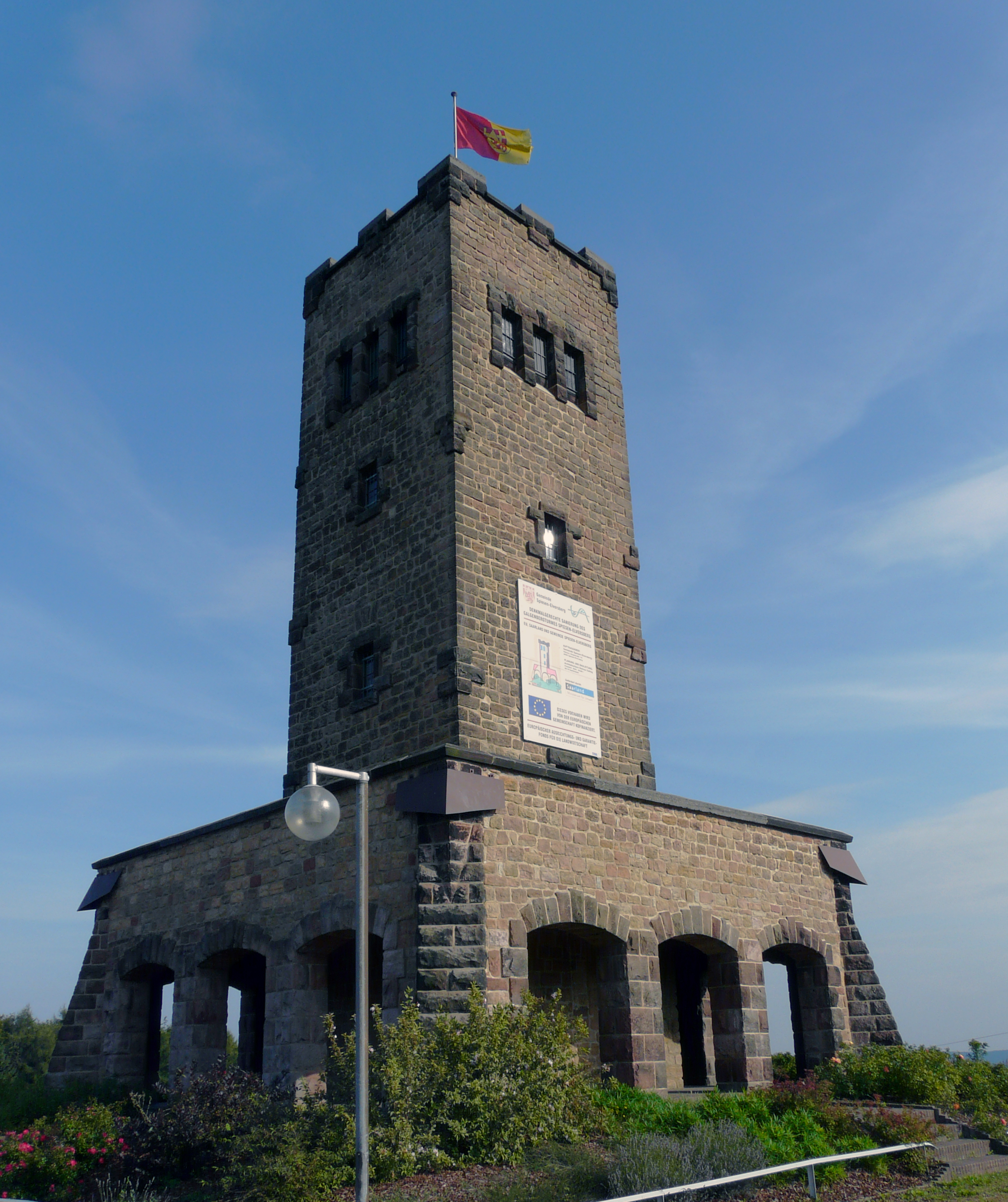
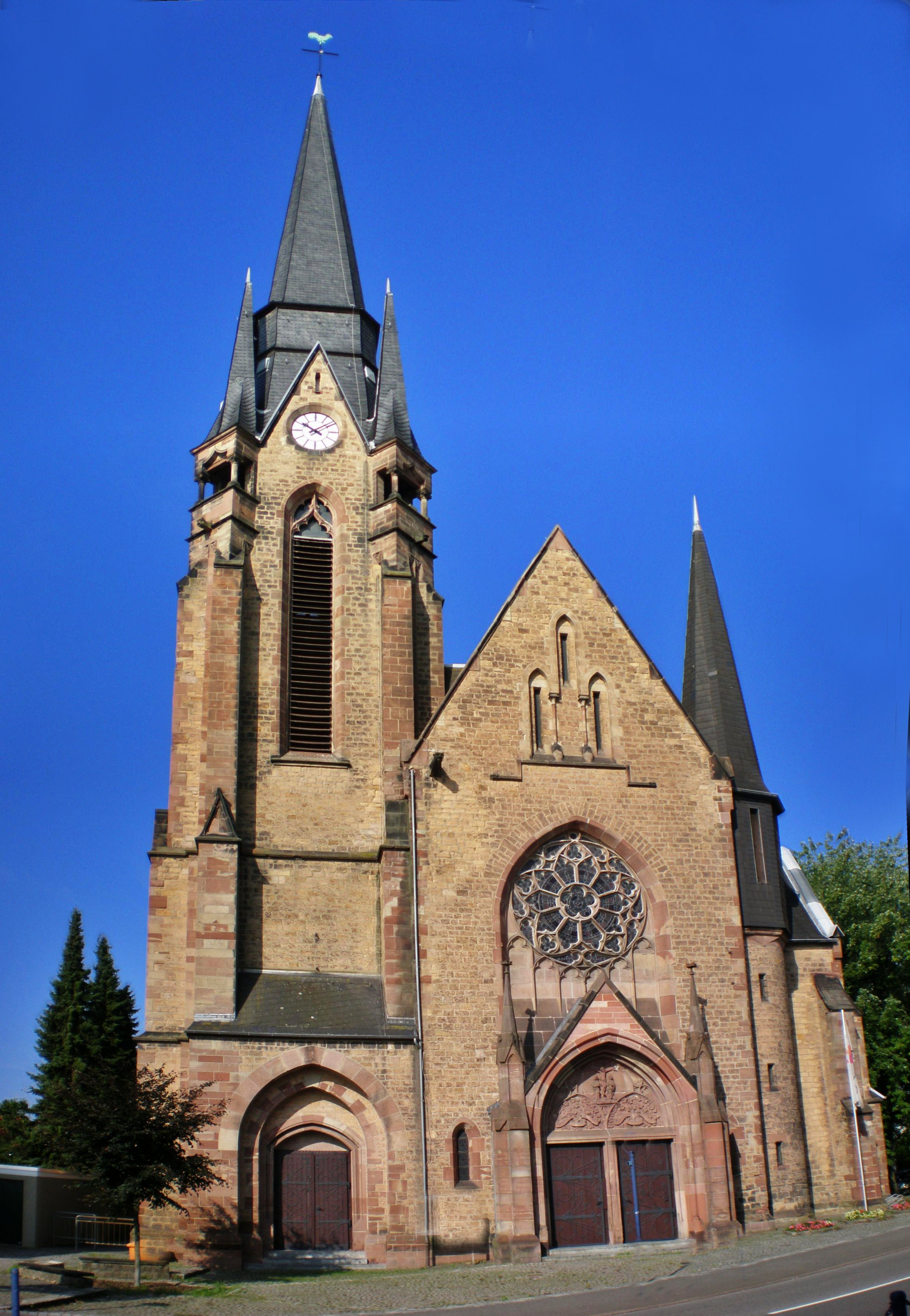
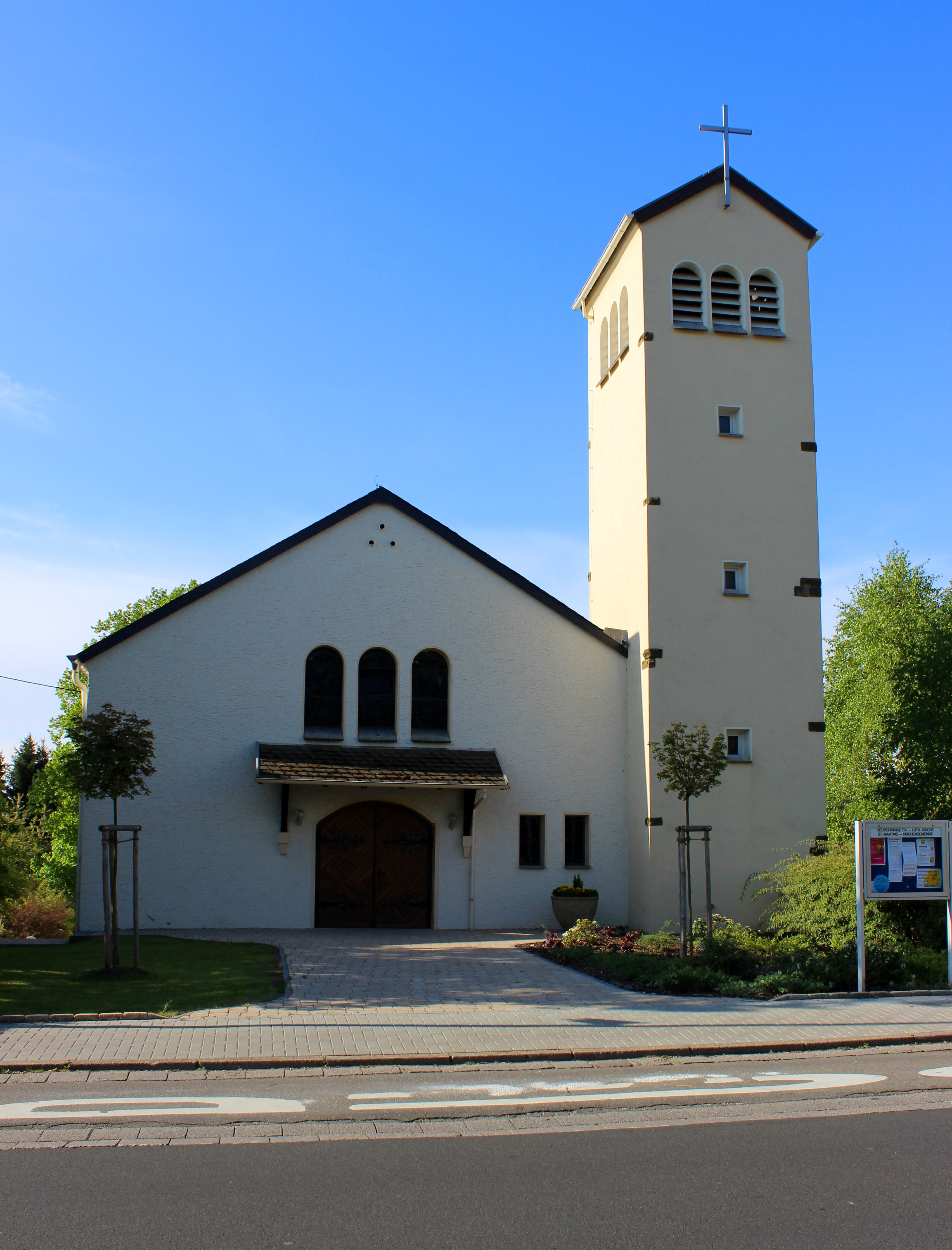

## Sport
La ville dispose de son propre stade, le Waldstadion Kaiserlinde, qui accueille la principale équipe de football de la ville, le SV Elversberg.

## Personnalités
- Heinrich Fehrentz (1908-1943), résistant allemand au nazisme, est né à Spiesen.
- Johannes Ries (1887-1945), prêtre allemand et résistant au nazisme.